# عبد المحسن اليحيى
عبد المحسن عبد العزيز اليحيى: مؤسِّس ورئيس سلسلة مطاعم كودو الشهيرة في المملكة العربية السعودية، وهو يحمل شهادة الهندسة المدنية من جامعة الملك سعود.
يمتلك خبرة تزيد على 35 عاماً في المجالات التشغيلية والإدارية. ونجح في عام 1988م بتأسيس سلسلة مطاعم كودو، وهو يشغل حالياً منصب الرئيس التنفيذي للسلسلة. يعد كودو أحد أهم وأشهر المطاعم ليس في السعودية فقط ولكن على مستوى الدول الخليجية، بفروع يصل عددها إلى أكثر من (300) فرعاً في معظم أنحاء المملكة.
رئيس وعضو مجلس إدارة عدة شركات استثمارية وصناعية وخيرية، منها: عضو مجلس إدارة شركة الخليج للتدريب والتعليم، عضو مجلس إدارة الخطوط الجوية السعودية، كما ساهم في تأسيس عدة مطاعم أخرى منها؛ عالخفيف، مقهى كان، مطاعم عبد الوهاب، مطعم لافيلا الإيطالي، إضافةً إلى مطاعم عالبال.

## حياته وسيرته

### النشأة والمؤهلات العلمية
وُلد اليحيى في «حي المرقب» بالرياض، تلقى تعليمه الأوليّ بمدارس الرياض، ودرس في معهد العاصمة النموذجي، ثُمَّ التحق بجامعة الملك سعود في كلية الهندسة بقسم الهندسة المدنية.  وقد استهلّ مسيرته المهنية كمهندس للمشاريع في وزارة الدفاع والطيران (وزارة الدفاع حاليا) عام 1982م، وانتُدِب لاحقاَ إلى شركة السيف للمقاولات للعمل كمهندس على سبيل الإعارة.

### مشروع كودو
فكر عبد المحسن اليحيى بفكرة إنشاء مطعم لتقديم وجبات البرغر ولكن بطعم مختلف وذلك بتصنيعه باللحم الطازج واستعان أيضا بأحد خبراء إدارة المطاعم لتبدأ فكرة هذا المطعم وقد أطلق عليه مطعم كودو ويعني أحد أنواع الغزلان الإفريقية حيث تم افتتاح أول فرع من فروع سلسلة مطاعم كودو بشارع الأمير سلطان بن عبد العزيز بحي العليا بالرياض عام 1988 م برأس مال 250 ألف ريال، فنجح هذا المطعم نجاحا ساحقا داخل المملكة وأتبعه أيضا بافتتاح الفرع الثاني وكان في شارع التحلية بالرياض أيضا ثم افتتح الفرع الثالث بجدة عام 1992م وآخر بالمنطقة الشرقية حتى بلغ عدد فروع مطاعم كودو 250 فرع داخل المملكة كما أدخل نظما جديدا على مطاعمه مثل خدمة التوصيل للمنازل وخدمات السيارات وأقسام للعائلات وأتبعه أيضا افتتاح مطاعم أخرى ومقاهي كمطعم عالخفيف ومقهى كان ومطاعم عبد الوهاب ومطاعم عالبال.